# Aoimori Tetsudō
Die Aoimori Tetsudō (jap. 青い森鉄道株式会社, Aoimori Tetsudō Kabushiki-gaisha, wörtlich „Blauwald-Bahn“) ist eine japanische Eisenbahngesellschaft mit Sitz in Aomori in der Präfektur Aomori.

## Linien
Seit 2001 betreibt die Aoimori Tetsudō die Aoimori-Bahnlinie. Sie ist 121,9 km lang und verbindet Aomori mit Hachinohe und Metoki an der Grenze zur Präfektur Aomori. Dort geht sie in die Iwate-Galaxy-Bahnlinie der Gesellschaft Iwate Ginga Tetsudō über, die nach Morioka führt. Beide Bahnlinien bildeten einst den nördlichsten Teil der Tōhoku-Hauptlinie von JR East.

## Unternehmen

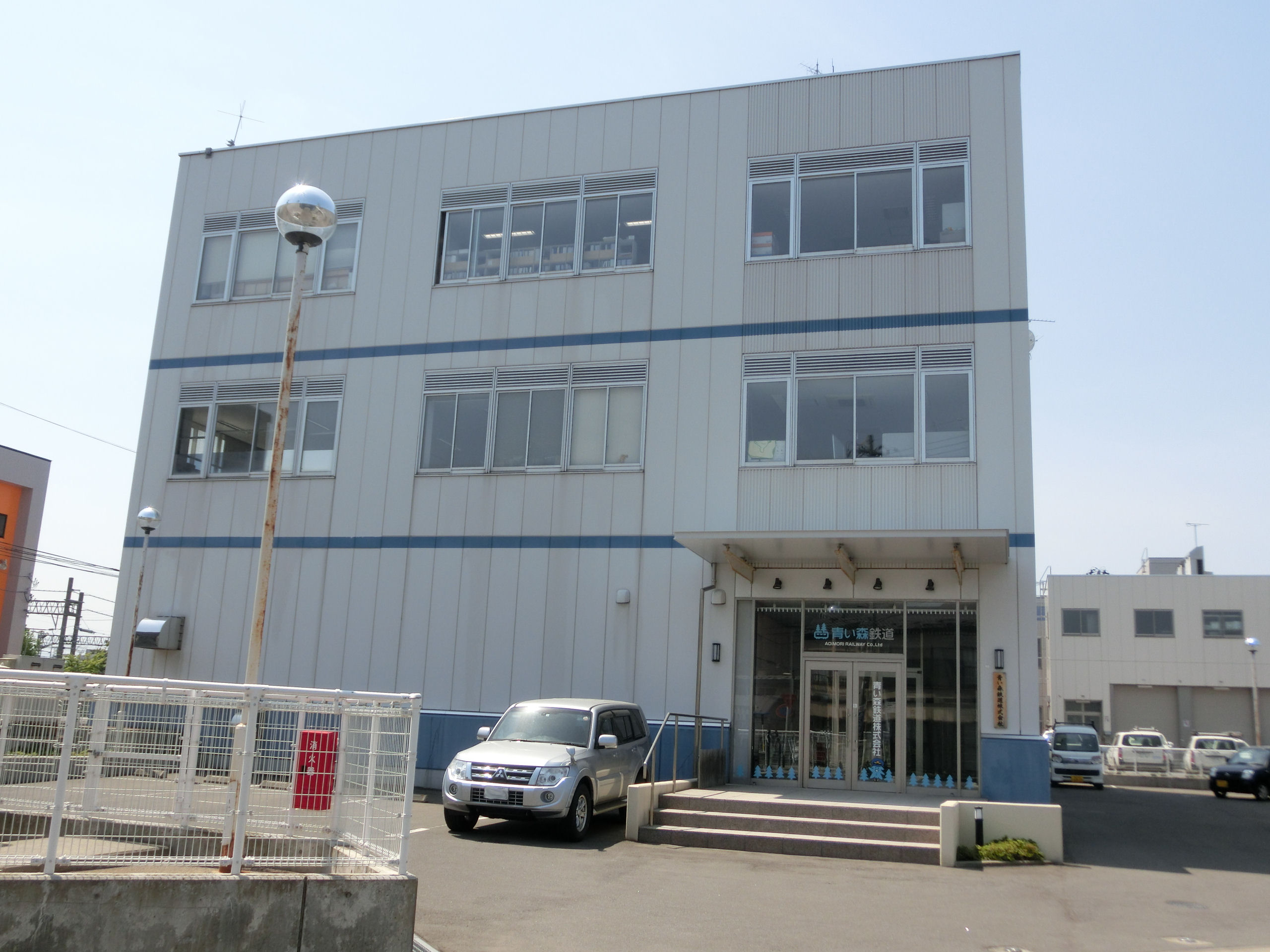
Hauptsitz in Aomori

Die Aoimori Tetsudō umfasst zwei Unternehmensbereiche: Neben dem eigentlichen Bahnbetrieb handelt es sich dabei um ein Reisebüro. Der Hauptsitz befindet sich in Aomori, etwa dreihundert Meter südlich des gleichnamigen Bahnhofs.
Am 31. März 2019 waren folgende Gebietskörperschaften an der Aoimori Tetsudō beteiligt: die Präfektur Aomori (68,80 %) sowie die Städte Aomori (7,63 %) und Hachinohe (6,52 %). Ebenfalls beteiligt waren JR Freight (3,45 %) und die Risikokapitalgesellschaft Tokyo Small and Medium Business Investment & Consultation (1,72 %). Der Rest entfiel auf Unternehmen und Privatpersonen. Somit handelt es sich bei der Aoimori Tetsudō um ein Unternehmen des „dritten Sektors“, also um eine öffentlich-private Kooperation.

## Fahrzeuge
Eingesetzt werden 18 elektrische Triebwagen der Baureihe 701, die zu neun Kompositionen mit je zwei Wagen zusammengekoppelt werden. Zwei dieser Kompositionen wurden 2002 von JR East übernommen, sieben weitere kamen 2010 hinzu. Seit 2013 im Einsatz sind zwei neu gebaute Kompositionen mit je zwei Triebwagen der Baureihe 703. Hierbei handelt es sich um leicht modifizierte Fahrzeuge der JR-Baureihe E721, hergestellt von J-TEC.

## Geschichte
Auslöser für die Gründung der Bahngesellschaft war der Bau eines Abschnitts der Schnellfahrstrecke Tōhoku-Shinkansen zwischen Morioka und Hachinohe. Der Betreiber JR East wollte sich vom Nahverkehr auf dem überwiegend parallel verlaufenden Teilstück der Tōhoku-Hauptlinie trennen, um sich ganz auf den Fernverkehr zu konzentrieren. Das Verkehrsministerium sowie die betroffenen Präfekturen Iwate und Aomori kamen überein, dass der Nahverkehr an zwei neue Bahngesellschaften mit regionaler Trägerschaft übertragen werden soll. Am 30. Mai 2001 erfolgte die Gründung der Aoimori Tetsudō, gleichzeitig mit der Inbetriebnahme des Shinkansen-Abschnitts. Das Unternehmen verlegte am 7. Oktober 2010 seinen Hauptsitz von Hachinohe nach Aomori.